# Dhahran
Dhahran (arabisch الظهران, DMG aẓ-Ẓahrān) ist ein Ort in Saudi-Arabien. Er ist ein bedeutender Standort für die saudi-arabische Erdölindustrie.
2022 lebten 143.936 Einwohner in der Stadt, davon waren knapp 42 Prozent Gastarbeiter aus dem Ausland.

## Geografie

### Geografische Lage
Die Stadt liegt an der Ostküste Saudi-Arabiens, nordwestlich des Inselstaates Bahrain. Städte in der näheren Umgebung sind Dammam und al-Chubar. In Dhahran hat das größte Erdölunternehmen Saudi Aramco seinen Firmensitz. Zusammen haben die drei Städte etwa zwei Millionen Einwohner. Dhahran liegt 15 km südlich von Dammam.

### Geologie
In der Provinz liegt der Großteil der saudischen Ölvorkommen und gleichzeitig ein Viertel der Welterdölreserven.

### Stadtgebiet
Noch in den frühen 1980er Jahren war Dhahran eine eigene Stadt. Sie war jedoch so nahe an al-Chubar und Dammam gelegen, dass sich im Zuge der andauernden Ausdehnung die drei Städte zu einer Stadt namens Dammam Area vereinigten. Jede der drei Städte behielt ihren eigenen Charakter und einige Verwaltungsbehörden, gemeinsam treten sie aber als administrative Einheit auf. Das Gebiet der Dammam Area umfasst ca. 700 km².

### Klima
Das Klima Dhahrans ist ganzjährig trocken. 
Von den Temperaturen her ist das Klima ziemlich kontinental. In den Sommern steigen die Werte regelmäßig über 40 °C. In den Wintern kann es dafür ziemlich kühl werden, obwohl die Werte selten unter 5 °C fallen. Extremwerte liegen bei 49,5 °C und −5 °C.
|                       | Jan  | Feb  | Mär  | Apr  | Mai  | Jun  | Jul  | Aug  | Sep  | Okt  | Nov  | Dez  |   |      |
| Mittl. Tagesmax. (°C) | 20,2 | 22,1 | 26,2 | 31,5 | 37,2 | 41,2 | 42,3 | 41,4 | 39,5 | 34,8 | 28,2 | 23,1 | ⌀ | 32,4 |
| Mittl. Tagesmin. (°C) | 10,1 | 11,0 | 14,9 | 19,2 | 23,7 | 27,0 | 27,7 | 27,4 | 24,6 | 20,6 | 16,4 | 12,3 | ⌀ | 19,6 |
|                       |      |      |      |      |      |      |      |      |      |      |      |      |   |      |
| Niederschlag (mm)     | 13   | 13   | 34   | 9    | 0    | 0    | 0    | 0    | 0    | 1    | 5    | 11   | Σ | 86   |
|                       |      |      |      |      |      |      |      |      |      |      |      |      |   |      |
| Sonnenstunden (h/d)   | 7,3  | 8,1  | 8,2  | 8,5  | 10,2 | 11,5 | 10,9 | 10,7 | 10,6 | 10,0 | 8,8  | 7,8  | ⌀ | 9,4  |
|                       |      |      |      |      |      |      |      |      |      |      |      |      |   |      |
| Regentage (d)         | 3    | 2    | 4    | 2    | 0    | 0    | 0    | 0    | 0    | 0    | 1    | 3    | Σ | 15   |
|                       |      |      |      |      |      |      |      |      |      |      |      |      |   |      |
| Luftfeuchtigkeit (%)  | 68   | 71   | 64   | 56   | 44   | 36   | 37   | 48   | 57   | 64   | 67   | 72   | ⌀ | 56,9 |

| 10,1 |

| 11,0 |

| 14,9 |

| 19,2 |

| 23,7 |

| 27,0 |

| 27,7 |

| 27,4 |

| 24,6 |

| 20,6 |

| 16,4 |

| 12,3 |

| 10,1 |

| 11,0 |

| 14,9 |

| 19,2 |

| 23,7 |

| 27,0 |

| 27,7 |

| 27,4 |

| 24,6 |

| 20,6 |

| 16,4 |

| 12,3 |

## Geschichte
Große Erdölvorkommen wurden 1931 in der Gegend um Dhahran entdeckt. 1935 förderte das US-amerikanische Unternehmen Standard Oil of California (gegenwärtig: Chevron Texaco) erstmals Erdöl. Standard Oil gründete später das Tochterunternehmen Arabian American Oil Company (ARAMCO) (heute im Eigentum der saudi-arabischen Regierung als Saudi Aramco).

## Politik
Dhahran ist Teil der Provinz asch-Scharqiyya, der größten Provinz in Saudi-Arabien.
Dhahran wurde international in den Medien durch Terroranschläge bekannt. Anschläge auf das Oasis Compound, die Khobar-Türme und das Erdölzentrum in al-Chubar fanden statt.

## Wirtschaft und Infrastruktur

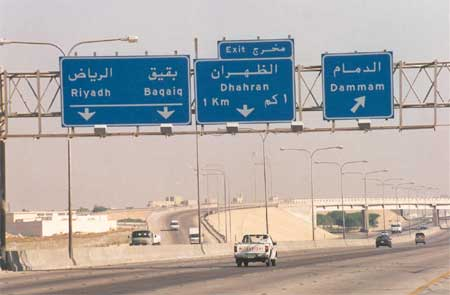
Auf der Autobahn Dhahran–al-Chubar

Dhahran hat aufgrund seiner Erdölindustrie eine ausgezeichnete Infrastruktur aufzuweisen. 

### Verkehr
In den 1970er und 1980er Jahren wurde das Straßennetz modernisiert. An strategischen Stellen sind Kontrollposten der Nationalgarde eingerichtet.
Dhahran ist durch eine Eisenbahnstrecke mit der Hauptstadt Riad verbunden.
Es gibt drei internationale Flughäfen:
- DHA, der 1946 als Flugplatz Dhahran begann. Gegenwärtig befindet sich dort der Standort der saudi-arabischen Luftstreitkräfte.
- King Fahd International Airport Dammam (DMM), der als Drehkreuz für Saudi Arabian Airlines dient
- Dhahran International für Luftfracht

Das Unternehmen Saudi Aramco hat sein eigenes Flughafengebäude und Terminals.

### Bildung
In Dhahran befinden sich sowohl staatliche als auch private Schulen. Die King Fahd University Schools und Al-Faisaliyyah sind beispielsweise Privatschulen.
Dhahran ist Standort der King Fahd University of Petroleum and Minerals und des  Aramco Training Center (ATC). Des Weiteren befinden sich in der Nähe der Stadt die King Faisal University und die Prince Mohammad bin Fahd University. Geplant ist ein Gebäude für die King Abdullah University of Science and Technology.

## Kultur und Sehenswürdigkeiten

### Naherholung
Der King-Fahd-Park befindet sich an der Autobahn von Dhahran nach Dammam zwischen Dammam und al-Chubar. Es ist ein moderner Park mit Cafeterias, Swimmingpools, Lagunen, Fontänen und einem Vergnügungszentrum für Kinder.

### Sport
Dhahran ist bekannt für sein Baseball-Team, das oftmals nach South Williamsport in die USA reiste, um an der Little League Baseball World Series teilzunehmen.

## Persönlichkeiten
- Manal Al Dowayan (* 1973), zeitgenössische Künstlerin
- Hussein al-Sabee (* 1979), Weitspringer
- Mohamed Salman al-Khuwalidi (* 1981), Weitspringer
- Alexandra Essoe (* 1992), kanadische Filmschauspielerin
- Khalifah al-Dawsari (* 1999), Fußballspieler
- Faisal al-Ghamdi (* 2001), Fußballspieler